# Televisión Serrana
Televisión Serrana (TVS) ist ein seit 1993 bestehendes medienpädagogisches Filmprojekt im kubanischen Gebirge Sierra Maestra. Es dokumentiert das kulturelle und gesellschaftliche Leben der weit von der städtischen Zivilisation entfernt vor allem von der Landwirtschaft lebenden Bergbewohner und regt sie selbst zur Beteiligung an der Medienproduktion und zur bewussten Auseinandersetzung mit ihrer Identität an. TVS wurde vom Dokumentarfilmer Daniel Diez Castrillo gegründet und von der nationalen kubanischen Rundfunkbehörde (ICRT), dem nationalen Verband der Kleinbauern (ANAP), der kubanischen Regierung sowie vom Internationalen Programm zur Medienförderung (IPDC) der UNESCO unterstützt.
Im Rahmen des Projekts wurden bereits zahlreiche Bewohner der Region in audiovisuellen Arbeitstechniken ausgebildet und an der Erstellung von Beiträgen beteiligt. Bis 2011 hatte TVS bereits über 500 Dokumentarfilme produziert. Die von verschiedenen lokalen Produktionsgruppen hergestellten Beiträge werden sowohl in der Region als auch in anderen Teilen Kubas vorgeführt. Obwohl TVS organisatorisch zur staatlichen Rundfunkbehörde gehört, werden nur wenige Dokumentationen im ebenfalls dem ICRT unterstellten Fernsehen ausgestrahlt. Ein wichtiges Element ist deshalb ein TVS-eigenes mobiles Wanderkino auf der Basis von Laptop, Videoprojektor und Betttuch, mit dem den Bewohnern in den aufgrund fehlender Verkehrsmittel untereinander stark isolierten Bergdörfern die produzierten Filme zugänglich gemacht werden. Einige der Filme von TVS sind bereits auf internationalen Festivals vorgestellt und mit Preisen ausgezeichnet worden.
Sitz von Televisión Serrana ist das zur Gemeinde Buey Arriba gehörende Bergdorf San Pablo de Yao in der Provinz Granma. Die hauptverantwortliche Kreativgruppe umfasst sieben Regisseure und weitere sieben für Produktion, Schnitt, Ton und Kamera zuständige Fachleute. Insgesamt hat TVS rund zwanzig Mitarbeiter, zusätzlich zu externen Filmemachern, mit denen einzelne Projekte realisiert werden. Kurz nach der Projektgründung entstand eine Zusammenarbeit zwischen TVS und der Internationalen Hochschule für Film und Fernsehen (EICTV) im südöstlich von Havanna gelegenen San Antonio de los Baños. Diese reicht von Materialspenden über die Teilnahme von TVS-Mitarbeitern an EICTV-Workshops bis zu regelmäßigen Übungsproduktionen, die Dokumentarfilmstudenten der EICTV im Einzugsgebiet von TVS erstellen.
Das staatliche kubanische Fernsehen zeichnete TVS-Gründer Daniel Diez im Oktober 2015 mit dem jährlich verliehenen Nationalpreis des Fernsehens für sein Lebenswerk aus.